# Кейссе, Ильо
Ильо Кейссе (англ. Iljo Keisse, род. 21 декабря 1982 в Генте, Бельгия) — бельгийский профессиональный трековый и шоссейный велогонщик, выступающий за команду Deceuninck-Quick Step.

## Главные Победы

### Трек
| 2005 - 1-й — Six-Days of Fiorenzuola d'Arda (с Мэттью Гилбором) - 1-й — Шесть дней Гренобля (с Мэттью Гилбором) - 1-й — Шесть дней Гента (с Мэттью Гилбором) - 1-й — Чемпионат европы по трековым велогонкам – Мэдиссон (с Мэттью Гилбором) 2006 - 1-й — Шесть дней Хасселта (с Мэттью Гилбором) - 1-й — Чемпионат европы по трековым велогонкам – 2007 - 2-й — Чемпионат мира на треке - Гонка по очкам 50м - 1-й — Шесть дней Роттердама (с Робертом Бартко) - 1-й — Шесть дней Гента (с Робертом Бартко) - 1-й — Шесть дней Амстердама (с Робертом Бартко) | 2008 - 1-й — Шесть дней Штудгардта(с Робертом Бартко и Лейфом Лампатером) - 1-й — Шесть дней Бремена (с Робертом Бартко) 2012 - 1-й — Шесть дней Гента (с Глентом Оши) 2013 - 1-й — Шесть дней Роттердама (с Ники Терпстра) - 1-й — Шесть дней Цуриха (с Сильваном Дилье) - Чемпионат Бельгии по велотрековым гонам - 1-й — Мэдиссон (с Джаспером Де Брюстом) - 1-й — Скретч 2014 - 1-й — Шесть дней Роттердама (с Ники Терпстра) - 1-й — Шесть дней Цуриха (с Марком Кавендишом) 2015 - 1-й — Шесть дней Роттердама (с Ники Терпстра) |

### Шоссе
| 2012 - 1-й на этапе 7 — Тур Турции 2014 - 1-й — Шаторувская Классика 2015 - 1-й — Ronde van Zeeland Seaports - 1-й на этапе 21 — Джиро д’Италия - 1-й на этапе 1 (TTT) — Тур Чехии |

## Статистика выступлений наГранд Турах
| Гранд Тур | 2013 | 2014 | 2015 | 2016 | 2017 |
| --------- | ---- | ---- | ---- | ---- | ---- |
| Джиро     | 159  | 139  | 145  | -    | 144  |
| Тур       | -    | -    | -    | 139  | -    |
| Вуэльта   | -    | -    | 148  | -    | -    |